# Danielle Bregoli
Danielle Bregoli (sinh ngày 26/3/2003), nghệ danh: Bhad Bhabie (phát âm như "bad baby"), là nữ rapper người Mỹ. Cô lần đầu được biết đến qua một tập của chương trình Dr. Phil vào tháng 9 năm 2016. Năm 2017, Bregoli trở thành nữ rapper trẻ nhất lọt vào bảng xếp hạng Billboard Hot 100 với đĩa đơn đầu tay "These Heaux". Một thời gian sau đó, cô ký hợp đồng với hãng đĩa Atlantic Records.

## Tiểu sử
Danielle Bregoli sinh năm 2003. Cha mẹ cô, ông Ira Peskowitz và bà Barbara Ann Bregoli, quen nhau trong khoảng một năm thì chia tay. Thời điểm chia tay, Danielle mới còn là trẻ sơ sinh, sau này cô được mẹ tiếp tục nuôi dạy.

## Giải thưởng và đề cử
| Năm  | Giải thưởng            | Hạng mục                                            | Kết quả |
| ---- | ---------------------- | --------------------------------------------------- | ------- |
| 2017 | MTV Movie & TV Awards  | Trending ("Cash Me Outside How Bow Dat" – Dr. Phil) | Đề cử   |
| 2018 | Billboard Music Awards | Top Rap Female Artist                               | Đề cử   |